# XTM
XTM (XML Topic Maps) — спецификация разметки представления тематических карт. XTM предоставляет модель, синтаксис и грамматику для представления структуры информационных ресурсов, используемых для определения тем, и связей (отношений) между темами.

#### Принципы разметки XTM
Имена, источники и отношения считаются характеристиками абстрактных понятий, которые относятся к темам. Темы имеют свои характеристики в пределах области действия: то есть ограниченный контекст, в котором имена и источники рассматриваются по основным характеристиками: имя, источник и связи. Один или несколько взаимосвязанных документов, использующих разметку XTM, называются «тематической картой».

#### TopicMaps.Org
TopicMaps.Org — это независимый консорциум сторон, разрабатывающий методы применения парадигмы тематических карт [ISO13250] к всемирной паутине, используя в качестве основы семейство спецификаций языка разметки XML.